# Lomatium parvifolium
Lomatium parvifolium là một loài thực vật có hoa trong họ Hoa tán. Loài này được (Hook. & Arn.) Jeps. mô tả khoa học đầu tiên năm 1924.